# 1区 (ホーチミン市)
1区（いちく、ベトナム語：Quận Một / 郡𠬠，ベトナム語：Quận nhất / 郡一）はホーチミン市の区の1つ。
ホーチミン市の金融、商業、行政の中心であり、市庁舎と多くの国の総領事館がここに位置している。フランス領インドシナ時代にフランス人建築家によって都市計画された都市であり、公園、並木道、大きなラウンドアバウトなどが整備され、ゆったりとした作りになっている。

## 地理
市中心部、サイゴン川の北西岸に位置する。北は3区、北東はチゲー運河を挟んでビンタイン区、東はサイゴン川を挟んでトゥドゥック市、南はベンゲー水路を挟んで4区、西は5区に接する。

## 行政区画
1区は10の坊（Phường）を管轄している。住所表記では坊が略称で書かれることが多い（例：Phường Phạm Ngũ Lão → P. PNL）
- ベンゲー（Bến Nghé / 𤅶犧）
- ベンタイン（Bến Thành / 𤅶城）
- コザン（Cô Giang / 姑江）
- カウコ（Cầu Kho / 梂庫）
- カウオンラン（Cầu Ông Lãnh / 梂翁領）
- ダカオ（Đa Kao / 多高）
- グエンタイビン（Nguyễn Thái Bình / 阮太平）
- グエンクーチン（Nguyễn Cư Trinh / 阮居楨）
- ファムグーラオ（Phạm Ngũ Lão / 范五老）
- タンディン（Tân Định / 新定）

## 交通
市内の交通の要であるサイゴンバスターミナル（ベンタインバスターミナル）及び9月23日公園バスターミナルはこの1区にあり、100を超える市内路線のかなりがここを経由する。他にタイニン省モクバイのカンボジア国境ゆきなどの市外路線にもこのターミナルを使うものがある。タンソンニャット国際空港までは約7kmであり、バス路線も存在する。また、川岸には大型貨物船も入港できる設備が整っている。
- ホーチミン地下鉄
  - 1号線
    - ベンタイン駅 - 市民劇場駅 - バソン駅

## 観光名所・公共施設
- サイゴン中央郵便局 - フランス植民地時代、1891年に建築された郵便局で、実際の郵便業務も行なっている。
- ベンタイン市場 - 伝統様式により建設された屋内市場。観光客向の店だけではなく、日用品や食料品を売る店もあり、夜には周辺に夜市が立つ。
- サイゴン大教会 -  1863年から1880年にかけて建設されたカトリックの大司教座大聖堂。ミサの時間には市民や欧米からの観光客で賑わう。
- 統一会堂 - 旧南ベトナム大統領官邸。有料で公開されており、事実上の博物館となっている。
- ビテクスコ・フィナンシャルタワー - 市内で最も高いビルであり、展望台やヘリポートを備える。
- ホー・チ・ミン作戦博物館 - 1975年4月30日のサイゴン解放作戦の記念博物館。
- ファングーラオ通り - 旅行会社や欧米人向け飲食店が軒を連ねるバックパッカー街。
- ドンコイ通り - サイゴンのパリと言われる高級ショッピング街。
- ホーチミン人民委員会庁舎 - 子供を抱くホー・チ・ミン像が有名だったが、現在は新しい像に換わった。
- サイゴン動植物園
- ホーチミン証券取引所
- サイゴン・オペラハウス
- 市博物館
- 歴史博物館

## ホテル
5つ星ホテルや高級レストランの大部分が1区に位置している。
- コンチネンタルホテル
- ウィンザープラザホテル
- グランドホテル
- マジェスティックホテル
- カラベルホテル

## 公園
- 9月23日公園 - ベンタイン市場前から西南に向かって広がる幅1km・奥行き150mほどの公園。ファングーラオ通りに面し、バスターミナルもある。
- タオダン公園 - 統一宮殿裏手にある公園。市民が鳥の鳴き声を聞きながらコーヒーを飲むために、早朝から鳥籠を持ち寄って集まることで有名。
- 4月30日公園 - サイゴン大教会と統一会堂の間に広がる公園。夕方になると地元の学生が外国人相手に英会話を試すために集まってくる。
- メリン広場 - サイゴン港近く、川沿いのラウンドアバウトの中洲の公園。陳興道（チャン・フン・ダオ）の像で有名。